# Араста, Надир-мирза
Надир-мирза Араста (перс. نادر آراسته‎ — 'Надир-мирза Кованлу-Каджар') (1893 — 1975) — иранский государственный и политический деятель и дипломат.

## Биография
Родился в октябре 1893 года в городе Тебриз в Иранском Азербайджане.
На дипломатической службе находился с 1911 года, долгое время работал в центральном аппарате министерства иностранных дел. На протяжении многих лет работал в Астрахани, Петербурге, Ашхабаде и Берлине в Иранском дипломатическом представительстве. По возвращении в Иран он был назначен на один из руководящих постов в 1-м остане.
С 1933 года Надир-мирза был послом Ирана во Чили, с 1934 по 1935 год — послом в Польше, с 1937 по 1939 год — послом в Германии.
В 1945 году назначен министром путей сообщения в кабинете Ибрагима Хакими, в дальнейшем был назначен на пост министра почты и телеграфа в кабинете Муртазагулу Баята.
Надир-мирза Араста умер в 1975 году.